# Rockmaskinen (band)
Rockmaskinen var et dansk band, der spillede kopimusik i egne arrangementer. Det var genrerne soul, blues, 60'er-pop og rhythm'n'blues, der især blev taget under kærlig behandling. Specielt sange fra Ray Charles, Little Richard, Rolling Stones, The Kinks og Elvis Presley blev fortolket af Rockmaskinen, der gennem årene fik sig et stort og trofast publikum.
Rockmaskinen kom oprindeligt fra Aalborg og har givet byen en kærlig karakteristik i sangen Aalborgrock.
Rockmaskinen havde sin storhedstid fra 1977 og frem til engang i slutningen af 80'erne. Gruppen er dog aldrig blevet officielt opløst og har lejlighedsvist spillet sammen frem til engang i slutningen af 90'erne. I den sidste del af gruppens aktive periode på rockscenen i det nordjyske var aktiviteten i bandet typisk koncentreret mod nogle meget lokalt populære rockshows op til jul på spillestedet Skråen i Aalborg.
Gruppen bestod af Malthe Nielsen på sang og guitar, Jakob Mygind på saxofon, Viggo Steincke på guitar, Klaus Thrane på trommer, Michael Bundgaard på keyboard, Mikael Bach og Leif Christensen på bas og Poul Ewald på mundharpe.
I december 2007 spillede Rockmaskinen efter flere års fravær igen julekoncerter på spillestedet Skråen i Aalborg.
Ved disse koncerter spillede Rockmaskinen dog uden guitaristen Viggo Steincke, der i øvelokalerne op til koncerterne måtte konstatere et tilbageslag af sin tinnitus.
Rockmaskinen har i de sidste år spillet "julekoncerter" på Skråen i Aalborg, sidste gang december 2012, hvor bandet kunne fejre sit 35 års jubilæum. Der er planer om julekoncert i 2013.